# 小行星2640
小行星2640（2640 Hallstrom）是一颗围绕太阳公转的小行星。1941年3月18日，利斯·奧特瑪在图尔库发现了此天体。
該小行星以芬蘭科學家古斯塔夫·加布里埃爾·哈爾斯特朗命名。
这颗小行星的绝对星等为192.1687014763974等。